# Độ lệch tâm

Tất cả các loại đường cô-nic được sắp xếp theo thứ tự tăng dần độ lệch tâm. Để ý rằng độ cong của chúng giảm dần theo độ lệch tâm, và không có đường cong nào cắt nhau.

Trong toán học, độ lệch tâm hay tâm sai, được ký hiệu là e hoặc {\displaystyle \varepsilon }, là một tham số có liên quan chặt chẽ với đường conic. Nó được xem như là thước đo sự sai khác của một đường cô-nic so với đường tròn.
Cụ thể hơn,
- Độ lệch tâm của một đường tròn bằng 0.
- Độ lệch tâm của một đường elíp mà không phải là đường tròn thì lớn hơn 0 nhưng bé hơn 1.
- Độ lệch tâm của một đường parabol bằng 1.
- Độ lệch tâm của một đường hyperbol thì lớn hơn 1.

Ngoài ra, hai đường cô-nic thì đồng dạng với nhau khi và chỉ khi chúng có cùng độ lệch tâm.

## Các định nghĩa
Đường cô-nic có thể được định nghĩa là quỹ tích các điểm mà tỉ lệ giữa khoảng cách từ điểm đó đến một điểm (được gọi là tiêu điểm) với khoảng cách từ điểm đó đến một đường thẳng (được gọi là đường chuẩn) là một hằng số. Tỉ lệ đó được gọi là độ lệch tâm, thường được ký hiệu là "e".
Độ lệch tâm cũng có thể được diễn tả bởi đường cô-nic được tạo thành bởi một mặt phẳng cắt một mặt nón hai đỉnh. Khi đó độ lệch tâm là
{\displaystyle e={\frac {\sin \alpha }{\sin \beta }}}
Trong đó α là góc giữa mặt phẳng đó với mặt phẳng ngang và β là góc giữa trục của mặt nón với mặt phẳng ngang.
Bán tiêu cự của một đường cô-nic, được ký hiệu là c (hoặc đôi khi là f hoặc e), là khoảng cách từ tâm điểm đến một trong hai tiêu điểm của nó. Độ lệch tâm lúc này được định nghĩa là tỉ lệ giữa tiêu cự với bán trục lớn a: tức là, {\displaystyle e={\frac {c}{a}}}.

## Các giá trị
| đường cô-nic | phương trình                                                    | độ lệch tâm (e)                                    | tiêu cự (c)                           |
| ------------ | --------------------------------------------------------------- | -------------------------------------------------- | ------------------------------------- |
| đường tròn   | {\displaystyle x^{2}+y^{2}=r^{2}}                               | {\displaystyle 0}                                  | {\displaystyle 0}                     |
| elíp         | {\displaystyle {\frac {x^{2}}{a^{2}}}+{\frac {y^{2}}{b^{2}}}=1} | {\displaystyle {\sqrt {1-{\frac {b^{2}}{a^{2}}}}}} | {\displaystyle {\sqrt {a^{2}-b^{2}}}} |
| parabol      | {\displaystyle y^{2}=4ax}                                       | {\displaystyle 1}                                  | {\displaystyle a}                     |
| hyperbol     | {\displaystyle {\frac {x^{2}}{a^{2}}}-{\frac {y^{2}}{b^{2}}}=1} | {\displaystyle {\sqrt {1+{\frac {b^{2}}{a^{2}}}}}} | {\displaystyle {\sqrt {a^{2}+b^{2}}}} |

trong đó, a là chiều dài của bán trục lớn và b là chiều dài của bán trục nhỏ.
Nếu đường cô-nic được cho dưới dạng phương trình bậc hai
{\displaystyle Ax^{2}+Bxy+Cy^{2}+Dx+Ey+F=0,\,}
thì công thức sau cho ta độ lệch tâm e nếu đường cô-nic đó không phải là một đường parabol hay một đường hyperbol thoái hóa hay một đường elíp thoái, hay một elíp ảo:
{\displaystyle e={\sqrt {\frac {2{\sqrt {(A-C)^{2}+B^{2}}}}{\eta (A+C)+{\sqrt {(A-C)^{2}+B^{2}}}}}}}
trong đó {\displaystyle \eta }= 1 nếu định thức của ma trận 3x3
{\displaystyle {\begin{bmatrix}A&B/2&D/2\\B/2&C&E/2\\D/2&E/2&F\end{bmatrix}}}
mang dấu âm hoặc {\displaystyle \eta }= -1 nếu mang dấu dương.